# Château de Mingarry
Le château de Mingarry (parfois orthographié Mingary, Caisteal Mhìogharraidh en écossais) se trouve à environ deux kilomètres au sud-est du petit village de Kilchoan (en) du district de Lochaber de la zone administrative écossaise de Highland. Perché sur la crête d'un rocher surplombant la mer, l'endroit était stratégique pour la communication avec les zones au-delà de la mer et le passage vers le Sound of Mull.

## Histoire
Le château fut construit au XIIIe siècle par le Clan MacDonald d'Ardnamurchan. La plupart des bâtiments furent ajoutés par la suite, à partir du XVIIe siècle.
À la fin du XVe siècle, il fut utilisé par le roi Jacques IV d'Écosse comme forteresse pour combattre le Clan Donald, dont les MacDonald d'Ardnamurchan sont une branche. En 1515, il fut assiégé par la branche du Clan MacDonald de Lochalsh, puis à nouveau en 1517, où ils réussirent à le prendre. En 1588, le chef du Clan Maclean du Château de Duart, captura le chef du clan et résida au château; il repoussa un galion espagnol, Le Florida, à partir du château. 
Parmi les autres occupants, on peut citer le Clan Campbell, les ducs d'Argyll (1612) et Alasdair MacColla qui combattit les parlementaires anglais d'Oliver Cromwell en 1644.

## Architecture
Le château est approximativement hexagonal avec des murs épais de neuf pieds, et plus épais du côté de la mer.

## Actuellement
Le château a longtemps été en ruines car non habité ni rénové pendant 150 ans. Pour cette raison, des travaux de rénovation sont entrepris en 2013 par Donald Houston, propriétaire de la péninsule d'Ardnamurchan – et donc du château –, avec le soutien de la société Historic Scotland. Pour cette occasion, archéologues entament des fouilles sur le site et font des découvertes qui confirment le passé sanglant du château. Ainsi, ils mettent au jour des restes de munitions témoignant d'un violent assaut qui pourrait être celui d'Alasdair MacColla MacDonald en 1645. Aujourd'hui, le château propose un hôtel, un restaurant et un bar.
Le programme Wreck Detectives (chasseurs d'épaves) de la chaîne de télévision Channel 4 en 2006 a entrepris de découvrir une épave dans le Sound of Mull, directement sous le château. L'épave fut datée de 1644, du temps d'Alasdair MacDonald.